# Balkan Trafik festival
Balkan Trafik festival je multiumetnički festival koji se održava svakog proleća u Briselu od 2007. godine. Festival se sastoji od muzičkih koncerata, umetničkih izložbi, ulične umetnosti, filmskih projekcija, debatnih panela i degustacije hrane. Balkan Trafik predstavlja susret kreativnih umetnika iz zemalja Jugoistočne Evrope i Brisela kao multikulturalne prestonice Evrope.

## Festivalska izdanja
| Godina | Datum                 | Posećenost        | Najznačajniji izvođači                                                                                 |
| ------ | --------------------- | ----------------- | --- |
| 2007   | 13. April - 14. April | Nije dostupno     | Esma Redžepova • Boban Marković • • grupa Kal • • Zongure • • Dubioza Kolektiv • • Tirana • Balkan Beats Europe           |
| 2008   | 27. Mart - 29. Mart   | Nije dostupno     | Orkestar Dejana Lazarevića • Melodrom • •                                                              |
| 2009   | 16. April - 18. April | 7020              | • • • • • Orkestar Slobodana Salijevića • • Transbalkanika                                             |
| 2010   | 8. April - 11. April  | Nije dostupno     | • • Toni Kitanovski & • Esma Redžepova                                                                 |
| 2011   | 14. April - 17. April | Nije dostupno     | Goran Bregović • • Duman • Boban Marković • Marko Marković • • Duvački Orkestar Ekrema Mamutovića      |
| 2012   | 12. April - 15. April | Nije dostupno     | Ivo Papazov • • • Zongora • • Kirika • •. • Kocani Orkestar • • Orkestar Dejana Lazarevića • • • • • • |
| 2013   | 17. April - 21. April | Nije dostupno     | Goran Bregović • • Taksim trio • • Amza Tairov • Eda Zari • • • Imam Baildi • Jericho Barka Brass Band                         |
| 2014   | 1.Maj - 4. Maj        | Nije dostupno     | • • grupa KAL • • Amira Medunjanin • Biljana Krstić • Tamara Obrovac • • Esma Redžepova                |
| 2015   | 23. April - 26. April | Nije dostupno     | Goran Bregović • Divanhana • • Orkestar Kristijana Azirovića •                                         |
| 2016   | 14. April - 17. April | Nije dostupno     | • • • • Preporod • • Kocani Orkestar • • Trubački orkestar Bojana Krstića • •                          |
| 2017   | 20. April - 23. April | Nije dostupno     | Goran Bregović • • Baba Zula • • • Orkestar Kristijana Azirovića • •                                   |
| 2018   | 19. April - 22. April | Nije dostupno     | • - • Marčelo + Nevena + Rade • • • Primitiv • • Dubioza kolektiv •                                    |
| 2019   | 24. April - 28. April | Nije dostupno     | Marko Marković Brass Band • Boban Markovic• • • Tagada • Robert Soko • • • Primitiv • • Divanhana • •  |
| 2020   | 24. April - 28. April | nije održan       | Zbog pandemije kovida 19, festival nije održan                                                         |
| 2021   | 21. April - 25. April | digitalno izdanje | • Dubioza Kolektiv •                                                                                   |
| 2022   | 28. April - 1. Maj    | Nije dostupno     | • Goran Bregović,• • • Vasil Hadžimanov • • • Orkestar Bojana Krstića • •                              |

## Spoljašnje veze
- Zvanični veb-sajt